# Wandmalereien auf Gotland

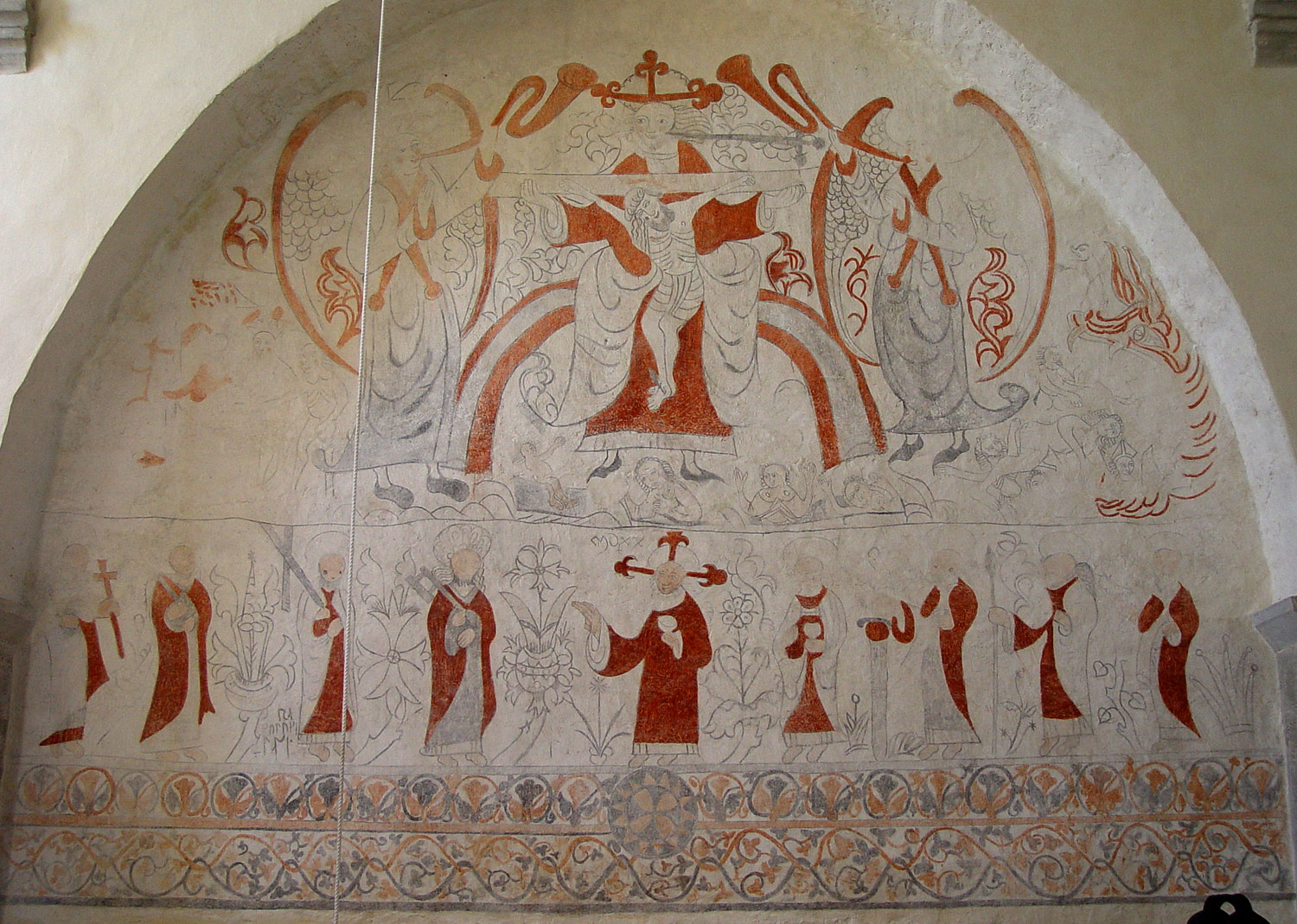
Wandmalereien in der Kirche von Lau, Gotland

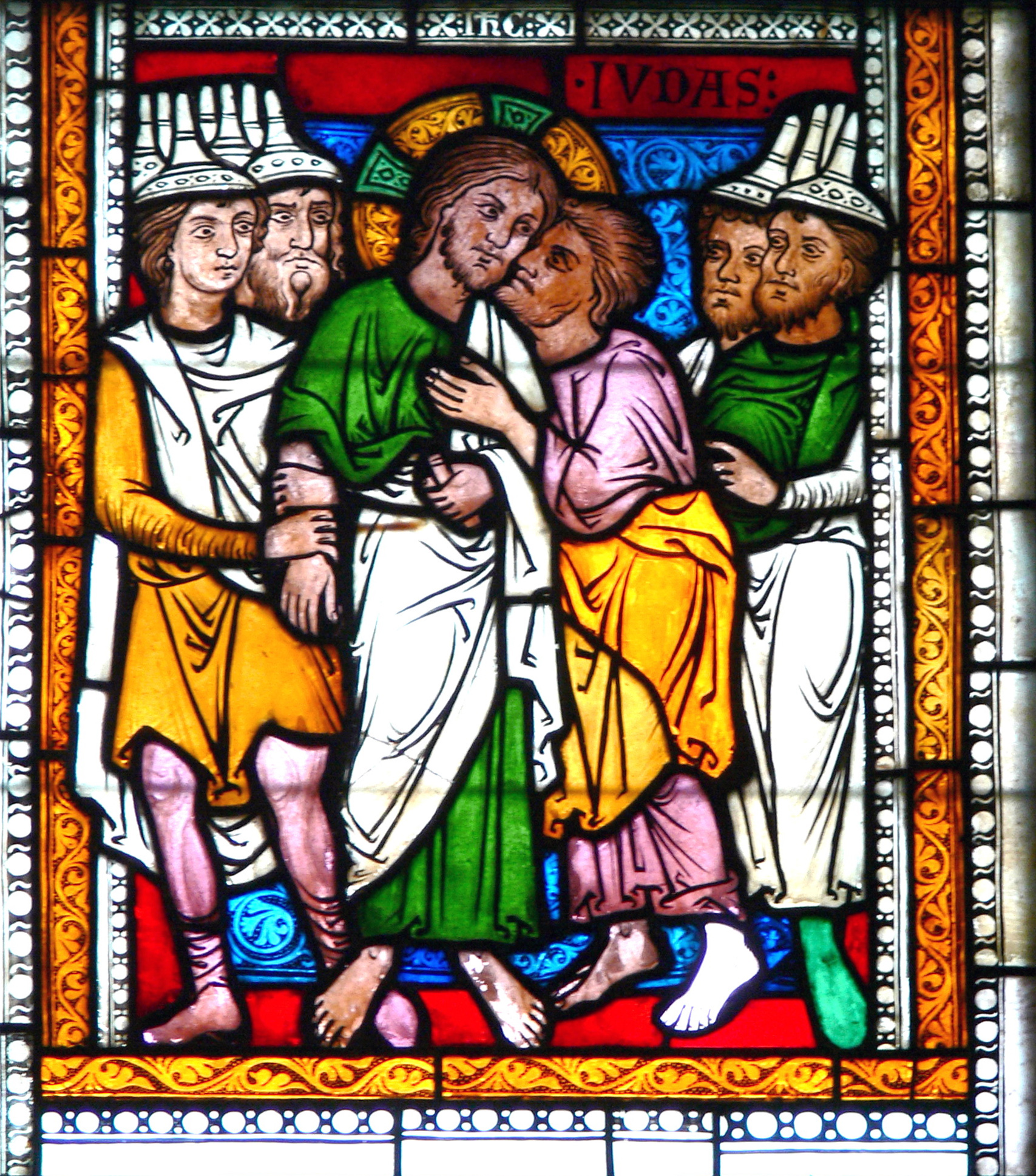
Glasmalereien in der Kirche von Dalhem, Gotland

Die Glas- und Wandmalereien auf Gotland sind ein Zeichen des regen mittelalterlichen Kunstschaffens in den Landkirchen der schwedischen Ostseeinsel Gotland. Seit dem Anfang des 13. Jahrhunderts wurden über etwa drei Jahrhunderte immer wieder Kalkmalereien von „Meisterhand“ geschaffen. In ihrer Qualität und ihrem Erhaltungsgrad sind sie ein bedeutendes Beispiel religiöser Kunst im skandinavischen Raum. Mit ihrer Ausdruckskraft und der teilweise sehr hohen Kunstfertigkeit, mit der sie ausgeführt wurden, deuten sie auf die Nähe zu Entwicklungen anderen Regionen im Norden Europas. Sie zeigen einen Austausch zwischen eingereisten und lokalen Künstlern an. Einige Wand- und Glasmalereien des 13. und 14. Jahrhunderts sind einzigartige Reste mittelalterlicher Kirchenkunst in Nordeuropa.

## Kirchen mit Glas- und Wandmalereien

### Früheste Wandmalereien aus dem 12. Jahrhundert

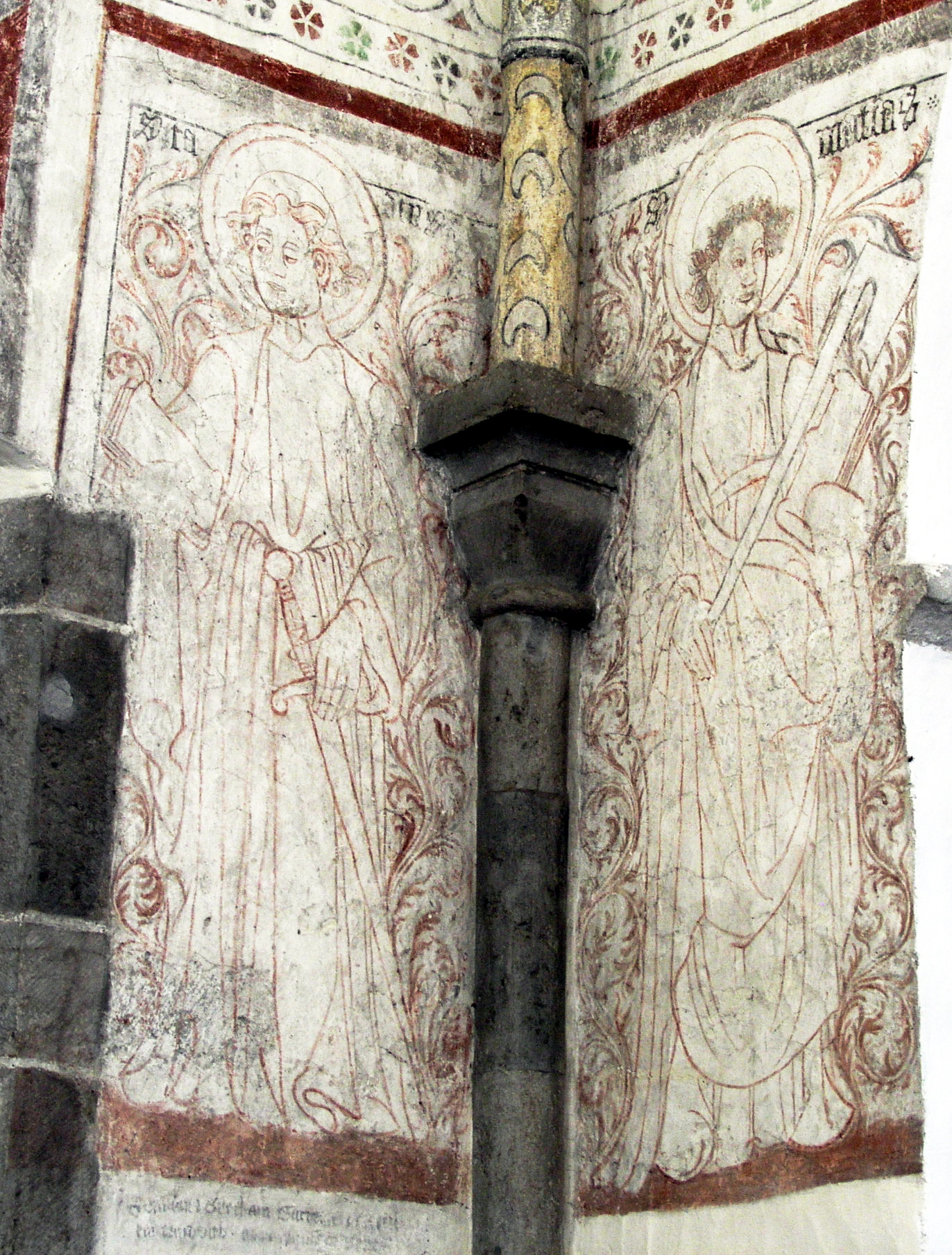
Kirche von Othem

Von besonderer Bedeutung sind die wenigen erhaltenen Wandmalereien des 12. Jahrhunderts, wie in der Garde und Källunge. Sie zeigen byzantinischen Einfluss auf Gotland, der bis ins frühe 13. Jahrhundert prägend war. Der auch durch Liliensteine belegte Einfluss kam vermutlich über das russische Nowgorod, wo Kaufleute aus Gotland eine eigene Faktorei, den so genannten Gotenhof unterhielten. Russische Kaufleute hatten auf Gotland eine Kirche in Visby und so kam es neben dem Austausch von Handelswaren wohl auch zu einer Begegnung gotländisch und byzantinisch beeinflusster russischer Kunst.

### Glas- und Wandmalereien ab dem 13. Jahrhundert
Glas- und Wandmalereien finden sich auf Gotland in der Kirche von Dalhem, wo die ältesten Glasmalereien zu sehen sind, in Gerum und Grötlingbo. Besondere Glasmalereien finden sich auch in Barlingbo, Burs, Lau, Lojsta, Lye, Rone und in der Kirche von Sjonhem.
Wandmalereien aus dieser Zeit sind zu finden in den Kirchen von Boge, Bro, Bunge, Ekeby, Eskelhem, Fide, Garde, Gothem, Hall, Hamra, Lau und in der Kirche von Källunge.

## Wiederentdeckung der Wandmalereien
Durch die Analyse bei Restaurierungen ließ sich feststellen, dass die meisten Wandmalereien spätestens im 18. und 19. Jahrhundert übermalt wurden. Auch beim Umbau romanischer Kirchen in gotische gingen Wandmalereien verloren. Die verbliebenen sind umso bedeutender, als sie im Vergleich zu Glasmalereien und Zeugnissen der Bildhauer- und Holzschnitzerkunst auf Gotland selten sind. Ab dem 20. Jahrhundert wurden dann viele Wandmalereien bei Renovierungen wiederentdeckt und konnten mit modernen Mitteln bewahrt werden.

## Maler der Glas- und Wandbilder
Die Maler der Glas- und Wandbilder auf Gotland sind namentlich nicht bekannt. Einigen herausragenden Künstlern wurden in der Kunstgeschichte Namen gegeben, um ihre Werke auf Gotland zu gruppieren. Folgende Künstler wurden beispielsweise benannt:

### Der Michaelsmeister
Als ein bedeutender Meister in der zweiten Hälfte des 13. Jahrhunderts wurde der Michaelsmeister benannt, dem vor allem großflächige Kompositionen zugeschrieben werden. Eventuell handelt es sich bei ihm (nach B. Söderberg) um einen sächsischen Künstler. Das bedeutendste Beispiel seiner Kunst ist die monumentale Seelenwägung Kaiser Heinrichs II. in der Kirche von Vamlingbo. Sie geht auf vergleichbare Darstellungen im z. B. im Bamberger Dom zurück. Weiter werden dem Michaelsmeister Werke in der Kirche von Eskelhem und in der Kirche von Hejdeby zugeschrieben.
Das Motiv der Seelenwägung, das der Michaelsmeister darstellt, wurde auf Gotland beliebt; um 1300 wurden die Motive des Michaelsmeisters in den Kirchen von Sanda, Hall und Väskinde in etwas weniger künstlerischer Fertigkeit imitiert.

### Der Passionsmeister

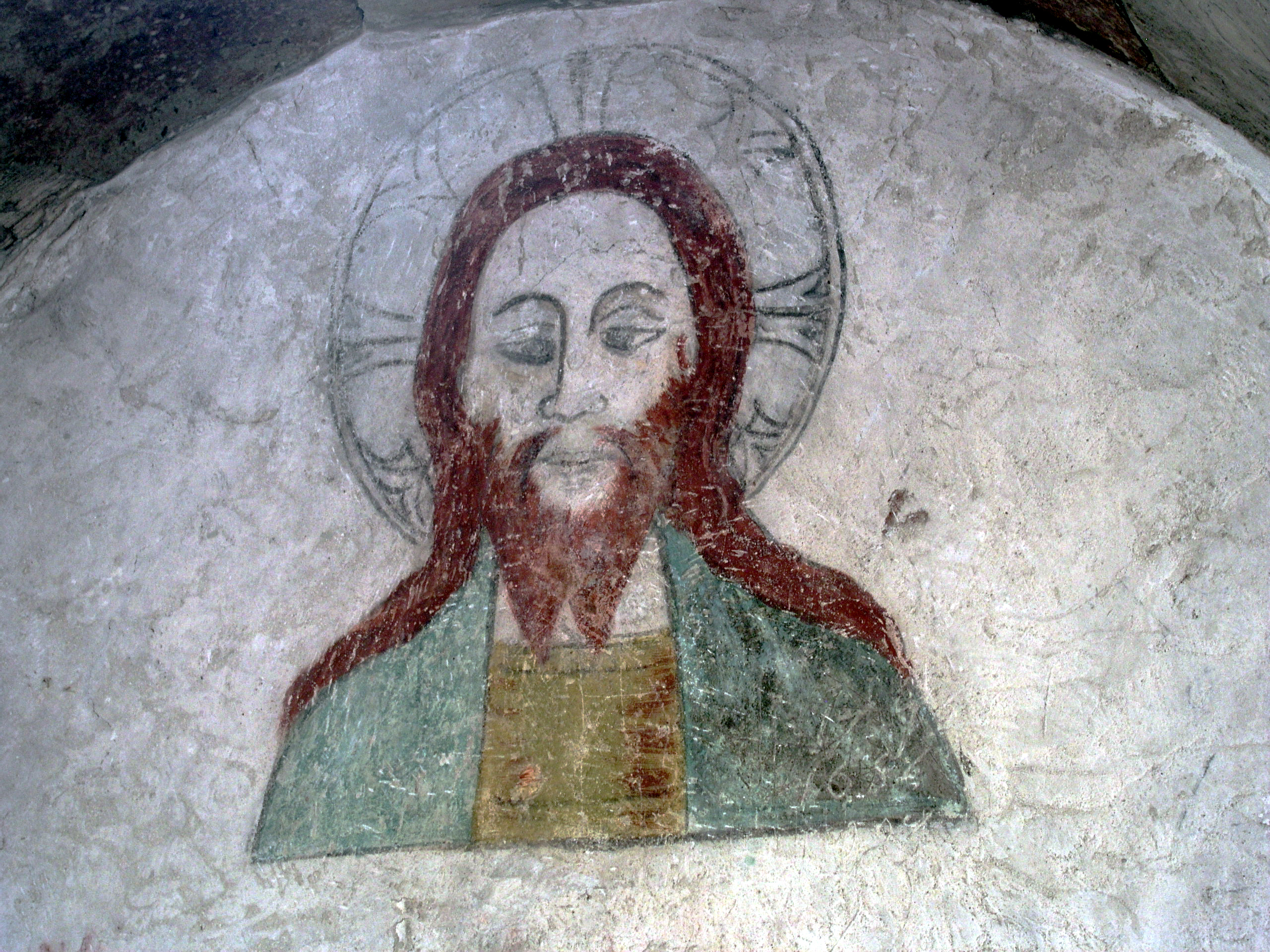
Wandmalerei des Unionsmeisters

In vielen Kirchen stößt man auf Wandmalereien eines Künstlers, der friesartig entlang der Langhauswände in eigenwilliger Weise Szenen aus der Kindheit oder Leidensgeschichte Jesu malte. Der so genannte Passionsmeister war im 15. Jahrhundert tätig.  „Meister“ oder seine Werkstatt erstellten die Wandmalereien in den Kirchen von Boge, Bro, Ekeby, Endre, Fide, Gerum, Lojsta, Lummelunda, Lye und Rone.

### Der Othemsmeister
Zu den avancierten Künstlern auf Gotland wird der Othemsmeister gerechnet, der im 14. Jahrhundert in der Kirche von Othem und in der Kirche von Fide tätig war.

### Der Unionsmeister
Auch der Unionsmeister wird in Gotland vermutet. Diese Maler war ein namentlich nicht bekannter mittelalterlicher Maler, der wohl ab 1400 bis zur Mitte des Jahrhunderts auch in anderen Teilen Schwedens tätig war.

### Nachfolger des Albertus Pictor
Weiter wird in der Malweise in der Kirche von Öja ein Maler als Nachfolger des Albertus Pictor (ca. 1440 – ca. 1509) vermutet, Albertus war aus Deutschland kommend nach Mittelschweden ausgewandert und hatte wohl diesen Maler beeinflusst.

### Weitere Maler
In der Kirche von Gothem wird der Einfluss eines deutschen Künstler von 1300 gesehen.
In der Kirche von Lye war höchstwahrscheinlich ein aus England stammender Künstler tätig.